# Ulisse Ribustini
Ulisse Ribustini, né le 26 août 1852 à Civitanova Marche et mort en 1944, est un peintre italien.

## Biographie
Ulisse Ribustini a fait ses débuts vers 1875 et a exposé à Naples, Rome, Turin et Venise de 1877 à 1887.